# 塔马姆帕蒂
塔马姆帕蒂（Thammampatti），是印度泰米尔纳德邦Salem县的一个城镇。总人口20883（2001年）。

## 人口
该地2001年总人口20883人，其中男性10554人，女性10329人；0—6岁人口2221人，其中男1165人，女1056人；识字率65.86%，其中男性为73.80%，女性为57.74%。